# Castell de Groby
El castell de Groby està situat al poble de Groby, al nord-oest de Leicester, Anglaterra.

## Història
Després de la conquesta normanda, la zona va passar a la possessió d' Hugh de Grandmesnil. Groby era una de les 67 mansions Grandmesnil que es trobaven a Leicestershire segons el Domesday Book de 1086. La història del comtat de Victoria per a Leicestershire suggereix que Grandmesnil va fundar el castell de Groby, com ho fa l'English Heritage Archive. Tanmateix, l'historiador medieval R. Allen Brown suggereix una data de fundació al tercer quart del segle XII pel comte de Leicester. Aquesta xifra va ser acceptada pel professor Leonard Cantor i David Cathcart King. Les excavacions de la dècada de 1960 van demostrar que la mota, un túmul artificial, es va construir al voltant d'una torre de pedra.
Juntament amb Leicester i Brackley, Groby va ser un dels tres castells pertanyents al comte que van ser destruïts per ordre d'Enric II d'Anglaterra després de la revolta de 1173-1174 dirigida pel seu fill, el príncep Enric. Segons l'historiador Sidney Painter, va ser un dels almenys 21 castells enderrocats per instruccions d'Enric II.
Al segle XIII s'hi va fundar una casa pairal de pedra. L'antiquari William Burton va assenyalar a principis del segle XVII, que el castell "va ser completament arruïnat i desaparegut i només es veien les muntanyes, rampes i trinxeres".
En queda un fragment d'una paret, juntament amb els moviments de terra que formen un gran munt de terra a la part posterior de l'actual casa pairal (Groby Old Hall). Part del recinte està ocupat per l'església de Sant Felip i Sant Jaume. Durant els anys 1962-1963 es van dur a terme excavacions al castell, per a la construcció de la propera carretera A50. La carretera, que passa pel nord-est de la mota, va destruir algunes de les obres exteriors del castell.

L'abril de 2010, el programa de televisió arqueològica Time Team va dur a terme excavacions al castell. El castell és un monument programat, el que significa que és un edifici històric i un lloc arqueològic "d'importància nacional" al qual se li ha donat protecció contra canvis no autoritzats.